# Vigor Lindberg
Pour les articles homonymes, voir Lindberg.
Vigor Lindberg, né le 26 avril 1899 à Norrköping et mort le 28 avril 1956 à Norrköping, est un footballeur international suédois. Il évoluait au poste d'attaquant.

## Biographie

### En club
Vigor Lindberg est joueur de l'IK Sleipner de 1915 à 1931,.

### En équipe nationale
International suédois, Vigor Lindberg dispute deux matchs sans inscrire de but en équipe nationale suédoise, un en 1918 et un en 1929,.
Il dispute son premier match en sélection le 26 mai 1918 contre la Norvège en amical (victoire 2-0 à Stockholm).
Il fait partie de l'équipe de Suède médaillée de bronze aux Jeux olympiques de 1924 mais il ne dispute aucun match durant le tournoi.
Son dernier match en sélection a lieu le 14 juin 1929 contre la Finlande dans le cadre du Championnat nordique (victoire 3-1 à Solna).

## Palmarès

### En sélection
Suède
- Jeux olympiques :
  -  Bronze : 1924.